# Lockington, Leicestershire
Lockington är en by i civil parish Lockington-Hemington, i distriktet North West Leicestershire, i grevskapet Leicestershire i England. Byn är belägen 11 km från Loughborough. Civil parish hade 186 invånare år 1931.